# Jan Baalsrud
Jan Sigurd Baalsrud, né le 13 décembre 1917 à Christiania (Oslo) et mort le 30 décembre 1988 à Kongsvinger, est membre d'un commando de la résistance norvégienne formé par les Britanniques pendant la Seconde Guerre mondiale.

## Biographie
Jan Baalsrud est né à Christiania (Oslo) le 13 décembre 1917 puis s'installe avec sa famille à Kolbotn au début des années 1930. Il devient fabricant d'instruments de cartographie en 1939.
Lors de l'invasion allemande de la Norvège en 1940, Baalsrud combat à Vestfold. Il s'échappe ensuite vers la Suède mais est reconnu coupable d'espionnage et expulsé du pays. En 1941, il rejoint la Grande-Bretagne après être passé par l'Union soviétique, l'Afrique et les États-Unis puis entre dans la compagnie Linge. 

### OpérationMartin
Début 1943, aux côtés de onze autres membres de la compagnie, il participe à une mission de sabotage (opération Martin) visant à détruire une tour de contrôle à Bardufoss et à recruter des membres pour le mouvement de résistance norvégien.
La mission fut compromise lorsque Baalsrud et ses compagnons, à la recherche d'un de leur contact dans la résistance, approchèrent malencontreusement un homonyme. Ce dernier, craignant pour sa vie et croyant qu'il s'agissait d'un test de la part des allemands, prévint la police locale. Le lendemain, le bateau de pêche sur lequel ils se trouvaient, avec à bord 100 kilos d'explosifs destinés à détruire la tour de contrôle, fut attaqué par un bâtiment allemand. La compagnie décida de saborder le bateau à l'aide des explosifs et prit la fuite sur un canot qui fut rapidement coulé par les allemands.
Baalsrud et les autres nagèrent en direction du rivage dans les eaux glacées de l'Arctique. Il est le seul membre du commando à ne pas être capturé et parvient une fois sur le rivage à abattre un officier de la Gestapo et à en blesser un second à l'aide de son pistolet. Il se retrouve alors seul en pleine nature, avec des vêtements trempés, une botte manquante (perdue alors qu'il nageait) et recherché par les allemands.

### Après la guerre
Il déménage en 1962 sur l'île de Tenerife où il passera la majeure partie de sa vie. Il ne rentre en Norvège que durant ses dernières années.

## Filmographie
- 1957 : Le Rescapé, film d'Arne Skouen
- 2017 : Le 12e Homme, film de Harald Zwart racontant l'histoire de Jan Baalsrud qui a pu s’échapper de Norvège après une tentative de sabotage qui a mal tourné[1].